# Sitophilus
Sitophilus es un género de gorgojos. Algunas especies son plagas comunes de los productos alimentarios almacenados. Las especies más notables incluyen el gorgojo del arroz (S. oryzae), gorgojo del trigo (S. granarius), y gorgojo del maíz (S. zeamais).

## Distribución
Los gorgojos del arroz y del maíz tienen una distribución casi cosmopolita, distribuyéndose en las partes más cálidas del mundo. En Europa, por su clima templado, son reemplazados por el gorgojo del trigo.

## Biología
La hembra adulta usa sus fuertes mandíbulas para abrir un agujero en un grano, fruto seco o semilla y deposita un huevo (normalmente un huevo por grano individual). Sella el agujero con una secreción. La larva se desarrolla alimentándose en el interior del grano.  La larva es blanca, ovalada y sin ningún apéndice visible. Mide alrededor de 4 mm de largo en el estadio final de su desarrollo. La metamorfosis (o fase de pupa) se lleva a cabo en el interior del grano. Normalmente deja el grano completamente vacío cuando sale como un adulto. El desarrollo desde la eclosión del huevo hasta la salida del insecto adulto toma alrededor de 5 semanas a 30 °C. Es capaz de volar fuera del grano (con la excepción de la especie S. granarius cuyos élitros están soldados).
Cada especie tiene sus cereales preferidos pero, en general, pueden colonizar otros tipos de cereales si éste no está disponible. El gorgojo del trigo se puede mantener a base de bellotas, esta pudo haber sido su hospedero habitual hasta que la agricultura alcanzó plenitud. El gorgojo del arroz se puede mantener a base de alubias, frutos secos, granos y algunos tipos de fruta, como uvas. Muchos otros Sitophilus usan las bellotas de los robles como las de Quercus incana y Q. floribunda. Algunos utilizan las semillas de árboles de Dipterocarpaceae y de la familia de legumbres, Fabaceae. El gorgojo del tamarindo (S. linearis) se le conoce sólo en las semillas de tamarindo.
Muchas especies de Sitophilus son anfitriones de una proteobacteria gamma intracelular. El gorgojo y la bacteria tienen una relación simbiótica en que los productos de la bacteria como aminoácidos y vitaminas suplementan la dieta de cereal del anfitrión.

## Diversidad
A partir de 1993, hay cerca de 14 especies de Sitophilus.
Las especies incluyen:
- Sitophilus conicollis
- Sitophilus cribrosus
- Sitophilus erosa
- Sitophilus glandium
- Sitophilus granarius – Gorgojo del trigo
- Sitophilus linearis – Gorgojo del tamarindo
- Sitophilus oryzae – Gorgojo del arroz
- Sitophilus quadrinotatus
- Sitophilus rugicollis
- Sitophilus rugosus
- Sitophilus sculpturatus
- Sitophilus vateriae
- Sitophilus zeamais – Gorgojo del maíz

Los taxones fósiles incluyen:
- Sitophilus punctatis-simus